# 베카리마르가레타쥐
베카리마르가레타쥐(Margaretamys beccarii)는 설치류의 일종이다. 인도네시아 술라웨시섬의 토착종이다.

## 특징
꼬리 길이 150~200mm를 제외한 몸길이가 117~152mm인 작은 설치류로 발 길이는 25~31mm, 귀 길이는 19~21mm이다. 몸무게는 최대 85g이다.